# Паяци (опера)
«Паяци» (італ. Pagliacci) — найвідоміша опера одного з найвизначніших представників веризму в музиці, італійського композитора Руджеро Леонкавалло. Опера є музичною драмою на дві дії; лібрето написав автор на основі реальної події. У Калабрії 1865 року артист через ревнощі вбив дружину просто на сцені. Перша постановка відбулася 21 травня 1892 року в міланському театрі Даль-Верме.

## Дійові особи
- Недда, в комедії — Коломбіна (сопрано)
- Каніо, в комедії — Паяц (тенор)
- Тоніо, в комедії — Таддео (баритон)
- Беппо, в комедії — Арлекін (тенор)
- Сільвіо (баритон)
- Селяни та селянки

## Сюжет

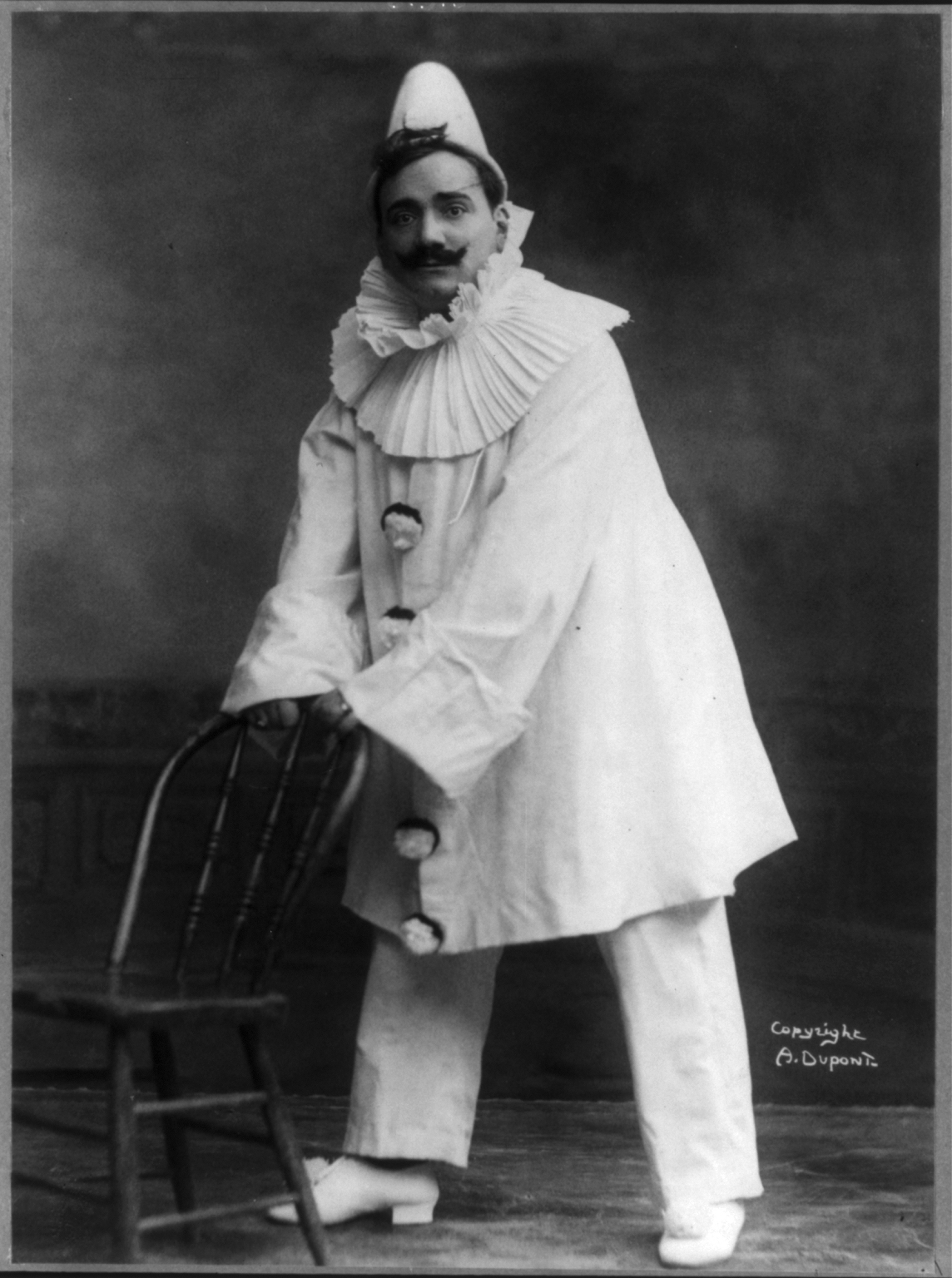
Енріко Карузо у ролі Каніо

Дія відбувається між 1865 та 1870 роками у Калабрії поблизу Монтальто, в день свята Успіння.

### Пролог
На сцені з'являється Тоніо у костюмі Таддео, який роздумує про призначення театрального мистецтва, яке віддзеркалює реальне людське життя, про долю акторів.

### Перша дія
На площі калабрійського селища натовп вітає трупу мандрівних акторів. Каніо оголошує про майбутній спектакль. Він ревнує свою жінку Недду до іншого актора, Тоніо. Недда не здатна це терпіти. Вона знаходить спокій у красі природи, голосах птахів. Горбань Тоніо освідчується Недді у коханні, але вона відкидає його. Насправді вона кохає іншу людину, селянина Сільвіо. Вони ніжно освідчуються один одному у своїх почуттях. Сільвіо наполягає на тому, що вони мають тікати. Підступний Тоніо вистежує їх разом і приводить Каніо на місце побачення. Сільвіо встигає піти, а Каніо кидається на жінку з вимогою відкрити ім'я її коханого. Та Беппо вдається заспокоїти Каніо: наближається час спектаклю. Каніо співає свою арію "Смійся Паяц" (Ridi Pagliaccio).

### Друга дія
На виставу збираються мешканці селища. Серед них — Сільвіо. Глядачі понад усе бажають побачити веселу комедію. Починається вистава. Недда у ролі Коломбіни очікує Арлекіна (Беппо), який за кулісами співає ніжну серенаду. Служник Таддео (Тоніо) освідчується Коломбіні у коханні, але та відповідає йому з іронією. З'являється Паяц (Каніо), чоловік Коломбіни. Він чує ті самі слова, що говорила Недда при розлученні з Сільвіо. Каніо, який безмежно кохає Недду, більше не спроможний володіти собою. Він забуває про театральне дійство, про свою роль у ньому, і знову вимагає у жінки назвати ім'я коханця. Перелякана Недда намагається обернути це на жарт, на частину комедії. Оскаженілий Каніо накидається на Недду з ножем і вбиває її. Сільвіо кидається на сцену, щоби врятувати Недду, і Каніо вбиває і його. «Комедію закінчено!» («La commedia e finita!») — виголошує збожеволілий Каніо.

## Історія створення
Текст лібрето належить композиторові. Він скористався, за власними словами, реальною подією. Леонкавалло брав участь у конкурсі, оголошеному міланським видавцем Сонзоньо на найкращу одноактну оперу. Але композитор написав оперу на дві дії й тому не був допущений до конкурсу. Проте невдовзі опера була поставлена у Мілані та мала величезний успіх. Опера «Паяци» обійшла найкращі сцени світу і досі є однією з найпопулярніших у репертуарі оперних театрів світу.